# Lucina (bivalve)
Pour les articles homonymes, voir Lucina.
Genre
Synonymes
- genre Egraca Leach, 1852
- genre Linga de Gregorio, 1885
- sous-genre Lucina (Linga) de Gregorio, 1885
- sous-genre Lucina (Lucina) Bruguière, 1797

Lucina est un genre de mollusques bivalves marins de la famille des Lucinidae.

## Étymologie
Le nom du genre vient de Lucine, déesse latine de la lumière invoquée lors des accouchements, peut-être en raison de la blancheur immaculée de la coquille.

## Synonymes
- genre Egraca Leach, 1852[2]
- genre Linga de Gregorio, 1885[2]
- sous-genre Lucina (Linga) de Gregorio, 1885[2]
- sous-genre Lucina (Lucina) Bruguière, 1797[2]

## Position phylogénétique du genre
Cladogramme selon Catalogue of Life

## Liste d'espèces
Selon BioLib (26 août 2021) :
- Lucina adansoni (A.V.M.D. D'Orbigny, 1840)
- Lucina approximata Carpenter, 1901
- Lucina bermudensis W. H. Dall, 1901
- Lucina blanda Dall & Simpson, 1901
- Lucina centrifuga W. H. Dall, 1901
- Lucina dentifera Jonas, 1846
- Lucina fenestrata R. B. Hinds, 1845
- Lucina gratis Bruguière, 1797 †
- Lucina lacteola R. Tate, 1897
- Lucina lampra W. H. Dall, 1901
- Lucina ligualis P. P. Carpenter, 1864
- Lucina mazatlanica P. P. Carpenter, 1855
- Lucina multilineata Tuomey & Holmes, 1857
- Lucina muricata Spengler, 1798
- Lucina nassula T. A. Conrad, 1846
- Lucina nuttalli T. A. Conrad, 1837
- Lucina pensylvanica (C. Linnaeus, 1758)
- Lucina prolongata P. P. Carpenter, 1857
- Lucina radians T. A. Conrad, 1841
- Lucina scarlatoi Zorina, 1978
- Lucina subfragilis Ph. Dautzenberg
- Lucina tenuisculpta P. P. Carpenter, 1865

Selon ITIS (26 août 2021) :
- Lucina amianta (Dall, 1901)
- Lucina bermudensis Dall, 1901
- Lucina excavata
- Lucina fenestrata Hinds, 1845
- Lucina floridana Conrad, 1833
- Lucina keenae Chavan, 1971
- Lucina leucocyma Dall, 1886
- Lucina muricata (Sprengler, 1798)
- Lucina nassula (Conrad, 1846)
- Lucina nuttalli (Conrad, 1791)
- Lucina pectinata (Gmelin, 1791)
- Lucina pensylvanica (Linnaeus, 1758)
- Lucina radians (Conrad, 1841)
- Lucina sombrerensis Dall, 1886
- Lucina trisulcata Conrad, 1841

Selon NCBI (26 août 2021) :
- Lucina adansoni (d'Orbigny, 1839)
- Lucina aurantia Deshayes, 1832
- Lucina grandinata Reeve, 1850
- Lucina pensylvanica Venus pensylvanica Linnaeus, 1758

Selon World Register of Marine Species (26 août 2021) :
- Lucina adansoni d'Orbigny, 1840
- Lucina antiquata J. de C. Sowerby, 1827 †
- Lucina aurantia Deshayes, 1832
- Lucina canterburiensis H. Woods, 1917 †
- Lucina carnosa Dunker, 1865
- Lucina columbella Lamarck, 1818 †
- Lucina crassa J. de C. Sowerby, 1827 †
- Lucina eburnea Deshayes, 1835
- Lucina excentrica G. B. Sowerby I in Darwin, 1846 †
- Lucina globulosa Deshayes, 1832 †
- Lucina goreensis (Jaeckel, 1927)
- Lucina orbicularis Deshayes, 1835 †
- Lucina parva Hislop, 1860 †
- Lucina pensylvanica (Linnaeus, 1758)
- Lucina podagrina (Dall, 1903) †
- Lucina roquesana J. Gibson-Smith & W. Gibson-Smith, 1982
- Lucina roscoeorum (Kilburn, 1974)